# Floorball-Bundesliga 2017/18 (Frauen)
Die Floorball-Bundesliga 2017/18 der Damen ist die 24. Spielzeit um die deutsche Floorball-Meisterschaft auf dem Großfeld der Damen. Nach der Saison 2011/12 wird wieder ein richtiger Ligabetrieb mit fünf Teams (aus allen vier Regionen) stattfinden.
Der UHC Weißenfels geht als Titelverteidiger in die Saison.

## Teilnehmer
- UHC Sparkasse Weißenfels (Meister & Pokalsieger)
- MFBC Grimma
- ETV Lady Piranhhas Hamburg
- Dümptener Füchse
- FC Stern München

## Modus
In der Hauptrunde spielt jedes Team jeweils zweimal (Hin- und Rückspiel) gegen jedes andere. In den Play-offs spielt zunächst der 2. gegen den 3. und der 1. gegen den 4. in einem Best-of-3-Modus. Die Verlierer spielen in einem Spiel den 3. Platz aus. Die beiden Gewinner ermitteln dann im Finale den Deutschen Floorball-Meister.
Da nur fünf Teams teilnehmen, gibt es keinen direkten Absteiger, kein Team spielt in der Relegation. Die beiden Erstplatzierten Teams der Regionalligameisterschaft Damen steigen direkt auf.

## Tabelle
| Pl. | Verein                           | Sp. | S | U | N | SDS | SDN | Tore  | Diff. | Pkt. |
| --- | -------------------------------- | --- | - | - | - | --- | --- | ----- | ----- | ---- |
| 1.  | UHC Sparkasse Weißenfels (M) (P) | 8   | 8 | 0 | 0 | 0   | 0   | 69:23 | +46   | 24   |
| 2.  | MFBC Grimma                      | 8   | 6 | 0 | 2 | 0   | 0   | 51:25 | +26   | 18   |
| 3.  | Dümptener Füchse                 | 8   | 4 | 0 | 4 | 0   | 0   | 30:38 | 0–8   | 12   |
| 4.  | ETV Lady Piranhhas Hamburg       | 8   | 2 | 0 | 6 | 0   | 0   | 17:46 | −29   | 06   |
| 5.  | FC Stern München                 | 8   | 0 | 0 | 8 | 0   | 0   | 08:43 | −35   | 0    |

| Legende                    |
| -------------------------- |
| Teilnahme an den Play-offs |
| (M) Titelverteidiger       |
| (P) Pokalsieger            |

## Play-offs
Alle Spiele bis auf das Spiel um Platz 3 werden im Best-of-three-Modus gespielt.

### Halbfinale
| 24. März 2018 14:00 Uhr |  | ETV Lady Piranhhas Hamburg | 6:7 (0:3, 4:4, 2:0) Spielbericht | UHC Sparkasse Weißenfels | Sporthalle Hoheluft, Hamburg Zuschauer: 74 |

| 7. April 2018 15:00 Uhr |  | UHC Sparkasse Weißenfels | 6:0 (3:0, 2:0, 1:0) Spielbericht | ETV Lady Piranhhas Hamburg | Sporthalle West, Weißenfels Zuschauer: 93 |

| 8. April 2018 15:00 Uhr |  | UHC Sparkasse Weißenfels | entfällt | ETV Lady Piranhhas Hamburg | Sporthalle West, Weißenfels |

| 24. März 2018 15:30 Uhr |  | Dümptener Füchse | 5:7 (1:4, 2:2, 2:1) Spielbericht | MFBC Grimma | Sporthalle Lehnerstraße, Mülheim an der Ruhr Zuschauer: 85 |

| 7. April 2018 15:00 Uhr |  | MFBC Grimma | 5:3 (2:0, 2:1, 1:2) Spielbericht | Dümptener Füchse | Sporthalle am Rabet, Leipzig Zuschauer: 72 |

| 8. April 2018 13:00 Uhr |  | MFBC Grimma | entfällt | Dümptener Füchse | Seume-Sporthalle, Grimma |

### Spiel um Platz 3
| 14. April 2018 15:00 Uhr |  | Dümptener Füchse | 7:3 (1:1, 2:0, 4:2) Spielbericht | ETV Lady Piranhhas Hamburg | Sporthalle Holzstraße, Mülheim an der Ruhr Zuschauer: 85 |

### Finale
| 14. April 2018 15:30 Uhr |  | MFBC Grimma | 4:3 (0:1, 3:2, 1:0) Spielbericht | UHC Sparkasse Weißenfels | Sporthalle Brüderstraße, Leipzig |

| 21. April 2018 18:00 Uhr |  | UHC Sparkasse Weißenfels | 4:5 n. V. (0:0, 2:2, 2:2, 0:1) Spielbericht | MFBC Grimma | Stadthalle Weißenfels, Weißenfels Zuschauer: 360 |

| 22. April 2018 16:00 Uhr |  | UHC Sparkasse Weißenfels | entfällt | MFBC Grimma | Stadthalle Weißenfels, Weißenfels |